# موخناته
موخناته (به لاتین: Mochnate) یک روستا در لهستان است که در گمینا خاینووکا واقع شده‌است. موخناته ۳۵۰ نفر جمعیت دارد.